# Óscar Echeverry
Oscár Marino Echeverry Lourido (ur. 13 stycznia 1977 w Cali), piłkarz kolumbijski. Gra na pozycji napastnika w zespole New York Red Bulls. Na początku 2008 roku przybył do tego klubu na zasadzie wolnego transferu z Atlético Nacional.
Jego pierwszym klubem było Deportivo Cali, gdzie w 1996 r. zadebiutował w lidze kolumbijskiej. Jak na razie najlepszy okres w jego piłkarskiej karierze przypadł jednak na rok 1999, gdzie jako napastnik Deportivo Pasto wystąpił w 38 meczach i strzelił 8 goli.

## Kluby
| Klub               | Kraj              | Rok       |
| ------------------ | ----------------- | --------- |
| Deportivo Cali     | Kolumbia          | 1996      |
| Deportivo Pasto    | Kolumbia          | 1998      |
| Once Caldas        | Kolumbia          | 2001      |
| Deportivo Pereira  | Kolumbia          | 2002      |
| Caracas FC         | Wenezuela         | 2003      |
| Atlético Nacional  | Kolumbia          | 2004–2007 |
| New York Red Bulls | Stany Zjednoczone | 2008      |